# Partido Nuevo Triunfo

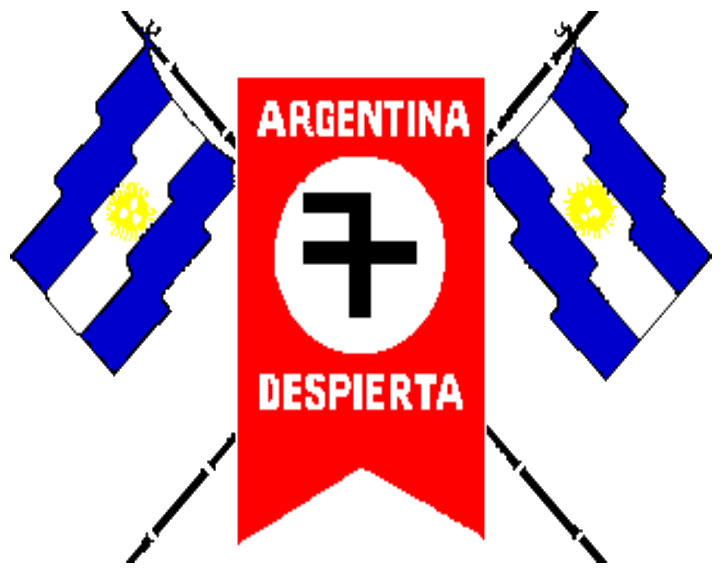
Escudo Alternativo Del PNT

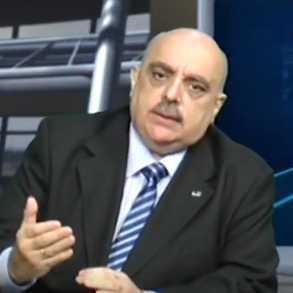
Alejandro Biondini era el líder del PNT.

El Partido Nuevo Triunfo (PNT) fue una agrupación política argentina creada el 14 de marzo de 1990 y dirigida por Alejandro Biondini. Fue disuelta el 17 de marzo de 2009 al confirmar la Corte Suprema de Justicia de la Nación que no le otorgaría el reconocimiento como partido político, debido a consideraciones sobre el carácter nazi y antisemita de la agrupación. Sus dirigentes niegan dicha acusación, afirmando en cambio una identidad nacionalista y antisionista, y habían apelado la decisión de la cámara electoral ante la Corte Suprema de Justicia de la Argentina, quien también rechazó la apelación y le negó la personería jurídica el 17 de marzo de 2009 por considerar que "no se puede legitimar como partido político a quienes incurren en apología del odio e, indirectamente, incitan a la violencia". Dado el rechazo definitivo del pedido de aprobación del partido, para las leyes argentinas no hubiera sido posible solicitar nuevamente la aprobación de esta agrupación política.

## Antecedentes y características
La agrupación derivó de otra, también fundada por Biondini, llamada Alerta Nacional. Esta agrupación había sido creada en 1984 y funcionaba como una división del Partido Justicialista. Tras la disolución de ésta se fundó el partido PNT, sigla que en un principio quiso decir Partido Nacionalista de los Trabajadores, en un intento de llamarse igual que el partido nazi.
En las elecciones legislativas de octubre de 2005 algunos de sus miembros fueron candidatos en el partido nacionalista "Acción Ciudadana"; estos fueron Alejandro César Biondini (hijo) y Alicia María Quinodoz de Biondini (esposa de Biondini). La lista de diputados nacionales era encabezada por Jorge Colotto, ex comisario general de la Policía Federal Argentina con vínculos con Massera y la Triple A. Algunas voces, de todas maneras, se alzaron contra Colotto por su actuación durante la dictadura autodenominada Proceso de Reorganización Nacional.

## Filiación ideológica
En 2003 esta agrupación solicitó a la justicia electoral que le otorgase personería jurídica. El juez Rodolfo Canicoba Corral falló contrariamente al otorgamiento de la personería jurídica a la agrupación Partido Nuevo Triunfo afirmando, entre otras cosas, su ideología cercana al nazismo y al antisemitismo.
La Delegación de Asociaciones Israelitas Argentinas (DAIA) presentó su propio pedido al mismo juez, solicitando que se le negara el reconocimiento legal a la organización, a la que calificó de racista, homofóbica, xenófoba y antidemocrática.
La agrupación negaba ser un partido "neonazi". De acuerdo con algunos observadores, esta negativa obedecería al intento de eludir consecuencias legales y obtener reconocimiento como partido político. Se han señalado hechos que sugieren su cercanía con ese pensamiento, algunos de ellos indicados en la resolución de la Justicia Electoral que ha rechazado su reconocimiento como partido político:
- El PNT conmemora como Día del partido el 20 de abril, fecha del nacimiento de Adolf Hitler.[10]
- La mención a Alejandro Biondini como el führer, título que se adjudicó a Hitler.[10]
- Sus miembros utilizan el llamado saludo nazi.[10]
- Intentaron utilizar la cruz esvástica como símbolo del partido, que, según señala la resolución del Juez Canicoba Corral “en las culturas occidentales asociamos la esvástica a la Alemania nazi, es decir, con un régimen antidemocrático en el que el derecho a la vida y a la igualdad no tienen cabida”.[10]
- La autodefinición de un sector partidario como camisas pardas, denominación con la que el régimen nazi aludía a las tropas de asalto.[10]
- El uso en las publicaciones partidarias del águila imperial, idéntica a la que lucían los oficiales nazis en sus uniformes.[10]
- También intentaron llevar el nombre de "Partido Nacional Socialista de los Trabajadores",[1] equivalente a Nationalsozialistische Deutsche Arbeiterpartei, cuyos miembros eran conocidos como nazis (contracción de nacional-socialista), pero no les fue permitido.[10]
- El lema de la agrupación es «Una Nación, un Pueblo, un Líder», similar a «Ein Volk, ein Reich, ein Führer» lema del partido nazi.

## Polémicas en torno al PNT
En la página electrónica del PNT hay una sección denominada el Panteón de los Héroes. Esta página muestra tres antorchas encendidas sobre tres nombres: Alfredo Guereño, Luis Alberto Vera y René Tulián. La historia de cada uno se reproduce en la página electrónica oficial de la agrupación. Se relata una versión de cada una de las tres muertes de las personas señaladas en las que se culpa explícitamente al "sionismo judío" como responsable de estas. Como subtítulo, debajo de cada nombre escriben "Asesinado por el sionismo".
Alfredo Guereño, quien fuera segundo de Alejandro Biondini y que, según la organización, habría sido secuestrado el 9 de julio de 1987 por "un comando judío que lo torturó, le cercenó un brazo y arrojó su cuerpo por el hueco de un ascensor desde un noveno piso. Fue un crimen ritual judío. Al cuerpo le habían sacado toda la sangre y pocos días después, el Obelisco apareció manchado con sangre en su cúspide, es decir, los judíos circuncidaron el Obelisco". Sin embargo, el expediente judicial señala que Guereño habría participado en un asado e ingerido bebidas alcohólicas: la autopsia reveló una concentración de dos gramos de alcohol por litro de sangre, el doble de lo que se considera estado de ebriedad. Posteriormente se dirigió a un edificio en la calle Gascón, en Buenos Aires y, según testigos, se habría descompuesto el ascensor entre los pisos 13 y 14. Al intentar salir de la situación, habría saltado y dada la gran cantidad de alcohol ingerida, cayó al vacío.

## Propuestas políticas
En cuanto al posicionamiento respecto a temas locales argentinos, el partido afirma identificarse con Rosas y los Federales. Proponen el desconocimiento de todo tratado de límites con países vecinos que haya resultado en la cesión de territorio, lo que implica una posición beligerante respecto de los países limítrofes (especialmente Chile). Buscan también reconstituir las fuerzas armadas, rearmándolas. En cuanto a cuestiones sociales, se opone al matrimonio entre personas del mismo sexo y al aborto legal. La propuesta política del PNT, según el propio partido, “se fundamenta en lo mejor del pensamiento cristiano y nacionalista”, propone una serie de medidas que resaltan la participación del estado en defensa de lo nacional y el rechazo de la economía liberal; también se propone que el Estado sea el rector de una economía dirigida en pos de un bien común decidido por este, y se propone al Estado como director incluso de la vida privada de las personas.